# Língua marshallesa

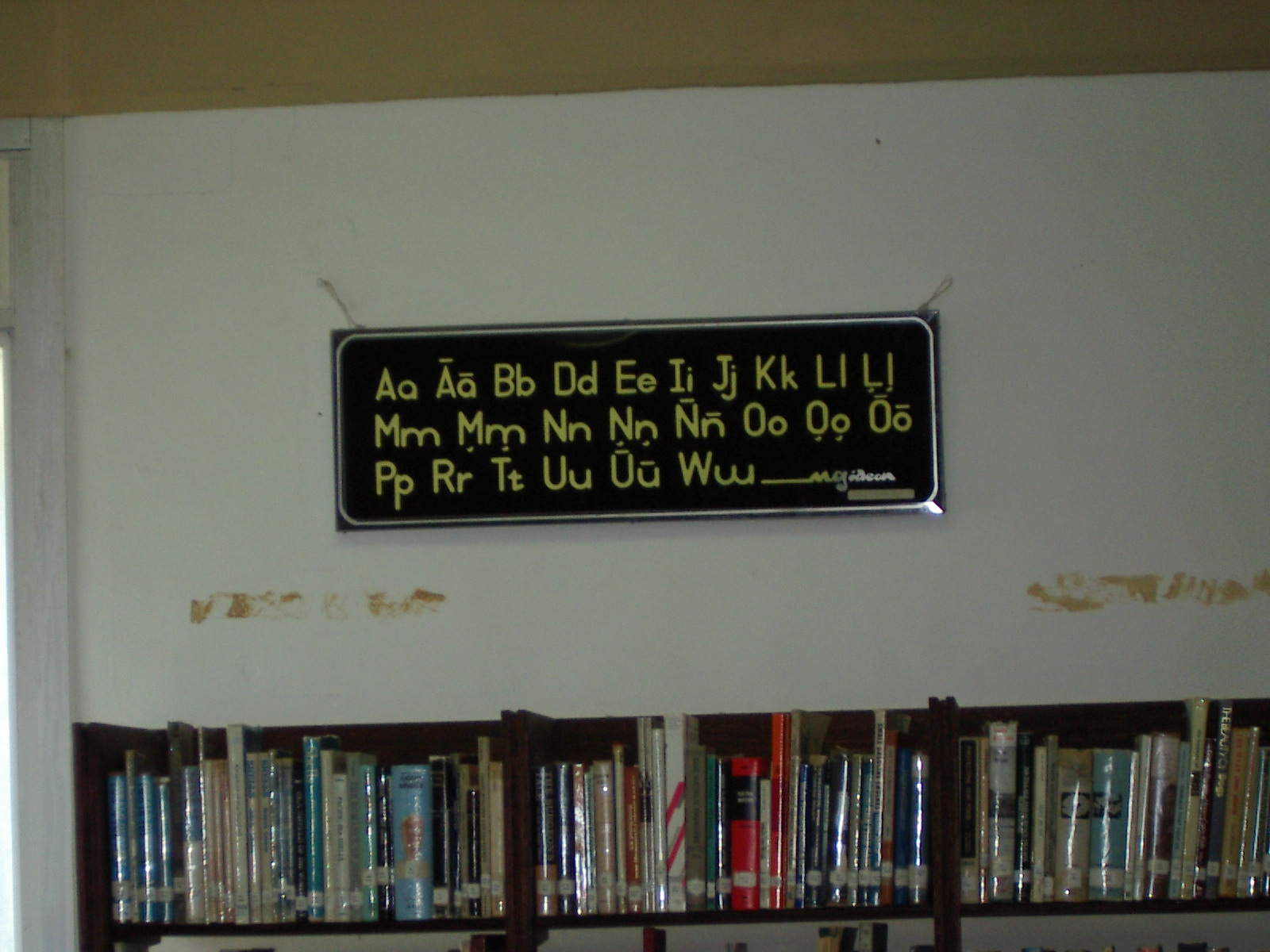
Alfabeto marshallês na biblioteca de Delap-Uliga-Darrit

Marshallês (na nova ortografia local: Kajin M̧ajeļ) ou, na antiga ortografia, Kajin Majōl, [kɑ͡æzʲinʲ (e͡ɤ) mˠɑɑ̯zʲɛ͡ʌɫ]), também conhecido como ebon, é uma língua malaio-polinésia falada nas Ilhas Marshall por cerca de 44.000 pessoas, sendo a língua oficial (juntamente com o inglês)  e mais falada do país. Também existem cerca de 6.000 falantes fora das Ilhas Marshall, incluindo os de Nauru e dos Estados Unidos. Há dois dialetos principais: Ralik (ocidental) e Ratak (oriental).